# Protomycena electra
Protomycena é um gênero extinto de fungo monotípico da família Mycenaceae, da ordem Agaricales .  Atualmente contém a única espécie Protomycena electra, conhecida de um único espécime coletado em uma mina de âmbar na área da Cordilheira Setentrional da República Dominicana . O corpo de frutificação do fungo tem uma tampa convexa que é 5 milímetros (0,2 pol) de diâmetro, com brânquias distantemente espaçadas na parte inferior. A estipe curva é lisa e cilíndrica, medindo 0,75 milímetros (0,030 pol) espessura por 10 milímetros (0,39 pol) por muito tempo, e carece de um anel . Assemelha-se a espécies existentes (atualmente vivas) do gênero Mycena . Protomycena é uma das cinco espécies de fungos agáricos conhecidas no registro fóssil e a segunda a ser descrita do âmbar dominicano.